# Eros (filme)
Eros é um filme de 2004, dividido em três episódios, dirigidos respectivamente por Michelangelo Antonioni ("The Dangerous Thread of Things"), Steven Soderbergh ("Equilibrium") e Wong Kar-wai ("The Hand"). Ambos têm como temática o amor e o erotismo.
O filme foi exibido pela primeira vez no Festival de Cinema de Veneza.

## Sinopse
"The Dangerous Thread of Things" é uma história que se passa em Toscana (Itália) e é descrita como uma meditação sobre a distância entre homens e mulheres. "Equilibrium" é uma comédia estrelada por Robert Downey Jr., que faz um publicitário na Nova Iorque da década de 1950 em visita a um psiquiatra, para o qual revela seus misteriosos sonhos eróticos para tentar quebrar um bloqueio de criatividade. "The Hand" conta a história do amor entre um alfaiate e uma cortesã, interpretada pela atriz Gong Li, num cenário chuvoso e escuro.

## Recepção
Marcelo Hessel em sua crítica para o Omelete disse que o filme é "irregular", apesar de neste caso não ser um problema.